# Cananga latifolia
Cananga latifolia (Hook.f. & Thomson) Finet & Gagnep. – gatunek rośliny z rodziny flaszowcowatych (Annonaceae Juss.). Występuje w Tajlandii, Malezji oraz Indonezji. 

## Morfologia
PokrójZimozielone drzewo lub krzew dorastające do 15 m wysokości. Kora jest gładka i ma brązową barwę.
LiścieMają kształt od owalnego do prawie okrągłego. Mierzą 8–26 cm długości oraz 7–17 cm szerokości. Nasada liścia jest zaokrąglona. Wierzchołek jest tępy.
KwiatyZwisające, pojedyncze lub zebrane po 2–3 w pęczki. Rozwijają się w kątach pędów. Działki kielicha mają trójkątny kształt, dorastają do 1–2 mm długości, są zrośnięte u podstawy. Płatki są lepkie, lekko owłosione, mają zieloną barwę, osiągają do 3–5 cm długości i 1,5–2 cm szerokości. Kwiaty mają 10–12 nagich słupków o długości 4 mm.
OwoceTworzą owoc zbiorowy. Mają podłużny kształt. Osiągają 1–1,5 cm długości i 1 cm szerokości. Są nagie. Mają czarną barwę.